# Даніель Олександр Юлійович
Олекса́ндр Ю́лійович Даніе́ль (рос. Александр Юльевич Даниэль; * 11 березня 1951, Москва, Російська РФСР) — російський і радянський правозахисник, дисидент. Син російських правозахисників Юлія Данієля і Лариси Богораз.
У 1978 році закінчив математичний факультет МДПІ. У 1970-х і першій половині 1980-х брав участь у правозахисному русі. В 1973—1980 брав участь у випуску інформаційного бюлетеня радянських правозахисників «Хроніка поточних подій», а в 1975—1981 був членом редакції збірника «Пам'ять».
З 1988 учасник руху «Меморіал», з 1989 року член Робочої Колегії організації, з 1990 — співробітник НІПЦ «Меморіал».
Автор статей з історії становлення і розвитку незалежної громадської активності в СРСР.